# HMS Formidable (1898)
O HMS Formidable foi um couraçado pré-dreadnought operado pela Marinha Real Britânica e a primeira embarcação da Classe Formidable, seguido pelo HMS Irresistible e HMS Implacable. Sua construção começou em março de 1898 no Estaleiro Real de Portsmouth e foi lançado ao mar em novembro do mesmo ano, sendo comissionado em outubro de 1901. Era armado com uma bateria principal de quatro canhões de 305 milímetros em duas torres de artilharia duplas, tinha um deslocamento de mais de dezesseis mil toneladas e alcançava uma velocidade máxima de dezoito nós.
O Formidable teve um início de carreira tranquilo, servindo primeiro no Mar Mediterrâneo até 1908, depois no Canal da Mancha até 1912 e por fim como parte da Frota Doméstica. A Primeira Guerra Mundial começou em 1914 e sua primeira atividade foi dar cobertura para a travessia da Força Expedicionária Britânica até França. O navio estava realizando treinamentos de rotina no Canal da Mancha na virada de ano novo para 1915 quando foi torpedeado duas vezes pelo submarino alemão SM U-24, afundando nas primeiras horas de 1º de janeiro com mais de quinhentos mortos.